# Dermot Bolger

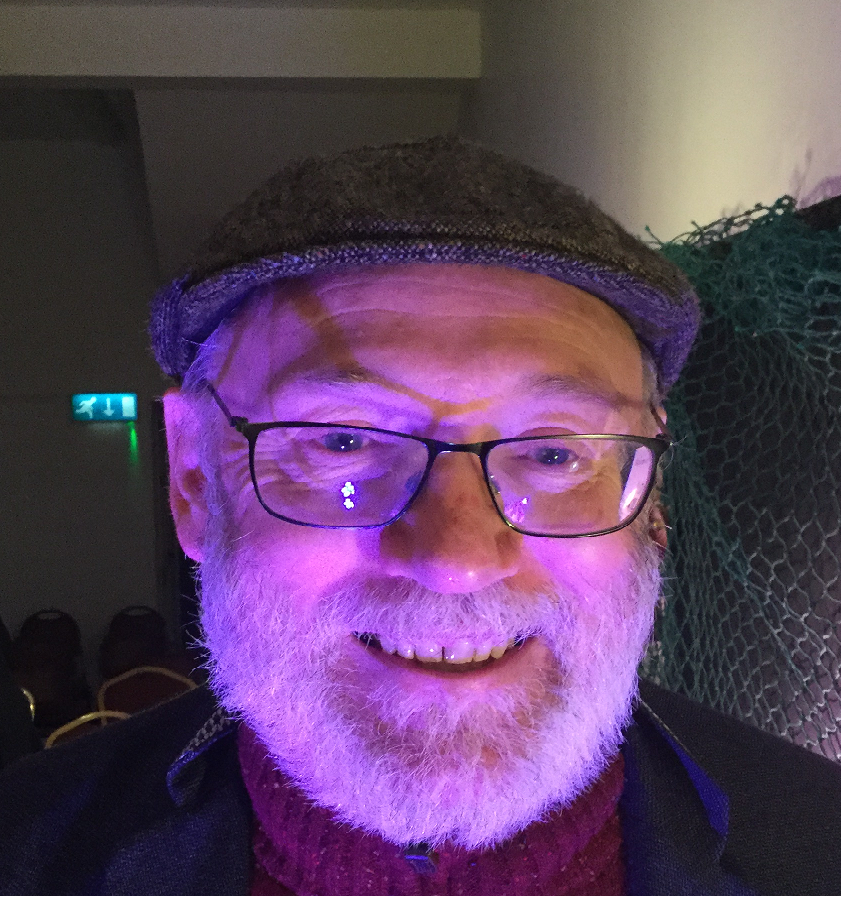
Dermot Bolger

Dermot Bolger född 6 februari 1959 i Finglas, en förort till Dublin, är en irländsk författare.
Bolger arbetade bland annat i fabrik och som bibliotekarie innan han 1984 blev författare på heltid. 1979 startade han ett eget förlag, Raven Arts Press. Förlaget lades ned 1992.
Han är mest känd för sina romaner som utspelar sig i det samtida Irland, men har även en stor produktion av poesi och dramatik.